# Bürgermeisterei Halsenbach
Die Bürgermeisterei Halsenbach war eine von zehn preußischen Bürgermeistereien, in welche sich der 1816 gebildete Kreis Sankt Goar im Regierungsbezirk Koblenz verwaltungsmäßig gliederte. Von 1822 an gehörte die Region zu der in dem Jahr neu gebildeten Rheinprovinz. Der Verwaltung der Bürgermeisterei unterstanden zehn Landgemeinden. Der Verwaltungssitz war in der heutigen Ortsgemeinde Halsenbach im Rhein-Hunsrück-Kreis in Rheinland-Pfalz.
1927 wurde die Bürgermeisterei Halsenbach in Amt Halsenbach umbenannt, das 1968 in der Verbandsgemeinde Halsenbach und 1970 in den neugebildeten Verbandsgemeinden Emmelshausen und Boppard aufging.

## Gemeinden und zugehörende Ortschaften
Zur Bürgermeisterei Halsenbach gehörten folgende Gemeinden und Ortschaften (historische Schreibweise der Ortsnamen; Einwohnerzahlen Stand 1885):
- Basselscheid (143 Einwohner; 1935 in der Gemeinde Emmelshausen aufgegangen) mit der Basselscheider Mühle und der Sohnmühle
- Buchholz (419 E.; seit 1975 Stadtteil von Boppard)
- Dörth (319 E.)
- Halsenbach (598 E.) mit den Ehrhöfen, dem Mermicher Hof und dem Hof Kolbenstein
- Herschwiesen (238 E.; seit 1975 Stadtteil von Boppard) mit dem Weiler Windhausen und dem Schloss Schöneck
- Karbach (458 E.; auch Carbach) mit der Carbacher Mühle
- Kratzenburg (231 E.)
- Ney (374 E.) mit dem Weiler Dieler Höfe, der Hierermühle und den Schönecker Mühlen
- Oppenhausen (366 E.; seit 1975 Stadtteil von Boppard) mit dem Weiler Hübinger Höfe, der Daubesbergmühle und der Rauschenmühle
- Udenhausen (207 E.; seit 1975 Stadtteil von Boppard)

## Geschichte
Die Gemeinden im Bürgermeistereibezirk Halsenbach gehörten, bis auf Karbach, vom Mittelalter an bis zum Ende des 18. Jahrhunderts zum kurtrierischen Gallscheider Gericht, das zum Oberamt Boppard gehörte. Karbach gehörte zur Herrschaft Ehrenberg. Im Jahr 1794 hatten französische Revolutionstruppen das Linke Rheinufer besetzt. Unter der französischen Verwaltung gehörte das Gebiet von 1798 bis 1814 zum Arrondissement Koblenz (Kanton Boppard), das dem Rhein-Mosel-Departement zugeordnet war. Nach dem Pariser Frieden (1814) wurde die Region zunächst der Gemeinschaftlichen Landes-Administrations-Kommission mit Sitz in Kreuznach unterstellt, die unter der Verwaltung von Österreich und Bayern stand.

### Bürgermeisterei Halsenbach
Aufgrund der Beschlüsse auf dem Wiener Kongress wurde 1815 das Rhein-Mosel-Departement dem Königreich Preußen zugeordnet. Unter der preußischen Verwaltung wurden 1816 Regierungsbezirke und Kreise neu gebildet. Die Bürgermeisterei Halsenbach war dem Kreis Sankt Goar und dem Regierungsbezirk Koblenz (damals „Regierungsbezirk Coblenz“) in der Provinz Großherzogtum Niederrhein (1822 Rheinprovinz) zugeordnet. Anders als bei den umliegenden Bürgermeistereien, dort behielt Preußen in der Regel die Verwaltungsbezirke der französischen Mairies vorerst bei, erfolgte in der Bürgermeisterei Halsenbach eine neue Zuordnung der Gemeinden. Aus der vorherigen Mairie Halsenbach wurden bis auf Bickenbach (kam zur Bürgermeisterei Pfalzfeld) alle Gemeinden in die Bürgermeisterei Halsenbach übernommen. Hinzu kamen 1816 Udenhausen aus der Mairie Rhens und Oppenhausen aus der Mairie Niederfell; 1817 folgten Dörth und Karbach aus der Mairie Pfalzfeld (Arrondissement Simmern, Kanton Sankt Goar).

### Amt Halsenbach
So wie alle Bürgermeistereien in der Rheinprovinz wurde die Bürgermeisterei Halsenbach 1927 in Amt Halsenbach umbenannt. Im Verwaltungsbezirk des Amtes Halsenbach entstand 1935 aus den Gemeinden Basselscheid und Liesenfeld (Amt Obergondershausen) die neue Gemeinde Emmelshausen. Ansonsten ergaben sich bis 1968 keine Veränderungen bei den zugehörenden Gemeinden.

### Verbandsgemeinde Halsenbach
Im Zuge der ersten rheinland-pfälzischen Verwaltungsreform ging 1968 das Amt Halsenbach in der Verbandsgemeinde Halsenbach auf. Im Jahr 1969 wurden die der Verbandsgemeinde Halsenbach angehörenden Gemeinden aus dem gleichzeitig aufgelösten Landkreis Sankt Goar aus- und in den neugebildeten Rhein-Hunsrück-Kreis eingegliedert.
Auf der Grundlage des „Achten Landesgesetzes über die Verwaltungsvereinfachung im Lande Rheinland-Pfalz“ wurde die Verbandsgemeinde Halsenbach 1970 aufgelöst. Die Ortsgemeinden Dörth, Emmelshausen, Halsenbach, Karbach, Kratzenburg und Ney wurden der neugebildeten Verbandsgemeinde Emmelshausen zugeordnet. Die Ortsgemeinden Buchholz, Herschwiesen, Oppenhausen und Udenhausen kamen 1970 zur Verbandsgemeinde Boppard und 1975 zur Stadt Boppard.

### Frühere Zugehörigkeiten
Die nachfolgende Tabelle ermöglicht einen Überblick über die vorherigen Zugehörigkeiten der Gemeinden der Bürgermeisterei Halsenbach:
| Gemeinde                | Territorium vor 1792           | Kanton und Mairie vor 1815 | Kirchspiel nach 1815 |
| ----------------------- | ------------------------------ | -------------------------- | -------------------- |
| Basselscheid            | Kurtrier, Gallscheider Gericht | Boppard, Halsenbach        | Halsenbach           |
| Buchholz (Boppard)      | Kurtrier, Gallscheider Gericht | Boppard, Halsenbach        | Herschwiesen         |
| Dörth                   | Kurtrier, Gallscheider Gericht | Sankt Goar, Pfalzfeld      | Halsenbach           |
| Halsenbach              | Kurtrier, Gallscheider Gericht | Boppard, Halsenbach        | Halsenbach           |
| Herschwiesen, (Boppard) | Kurtrier, Gallscheider Gericht | Boppard, Halsenbach        | Herschwiesen         |
| Karbach                 | Herrschaft Ehrenberg           | Sankt Goar, Pfalzfeld      | Halsenbach           |
| Kratzenburg             | Kurtrier, Gallscheider Gericht | Boppard, Halsenbach        | Halsenbach           |
| Ney                     | Kurtrier, Gallscheider Gericht | Boppard, Halsenbach        | Halsenbach           |
| Oppenhausen, (Boppard)  | Kurtrier, Gallscheider Gericht | Boppard, Niederfell        | Herschwiesen         |
| Udenhausen, (Boppard)   | Kurtrier, Gallscheider Gericht | Boppard, Rhens             | Herschwiesen         |

## Statistiken
Nach der „Topographisch-Statistischen Beschreibung der Königlich Preußischen Rheinprovinz“ aus dem Jahr 1830 gehörten zur Bürgermeisterei Halsenbach zehn Dörfer, sechs einzeln stehende Höfe und sieben Mühlen. Im Jahr 1816 wurden insgesamt 1.899 Einwohner gezählt; 1828 waren es 2.641 Einwohner, darunter 1.316 männliche und 1.325 weibliche; 1.898 der Einwohner gehörten dem katholischen und ein Einwohner dem evangelischen Glauben an. 1843 gab es mit Ausnahme von Ney und Oppenhausen in jeder Gemeinden eine Schule.
Weitere Details entstammen dem „Gemeindelexikon für das Königreich Preußen“ aus dem Jahr 1888, das auf den Ergebnissen der Volkszählung vom 1. Dezember 1885 basiert. Im Verwaltungsgebiet der Bürgermeisterei Halsenbach lebten insgesamt 3.351 Einwohner in 658 Häusern und 673 Haushalten; 1.712 der Einwohner waren männlich und 1.649 weiblich. Bezüglich der Religionszugehörigkeit waren bis auf vier evangelische alle Einwohner katholisch. Katholische Kirchen gab es in Halsenbach und Herschwiesen.
1885 betrug die Gesamtfläche der zur Bürgermeisterei gehörenden Gemeinden 5.417 Hektar, davon waren 2.074 Hektar Ackerland, 435 Hektar Wiesen und 2.518 Hektar Wald.